# 1000-km-Rennen von Spa-Francorchamps 1972

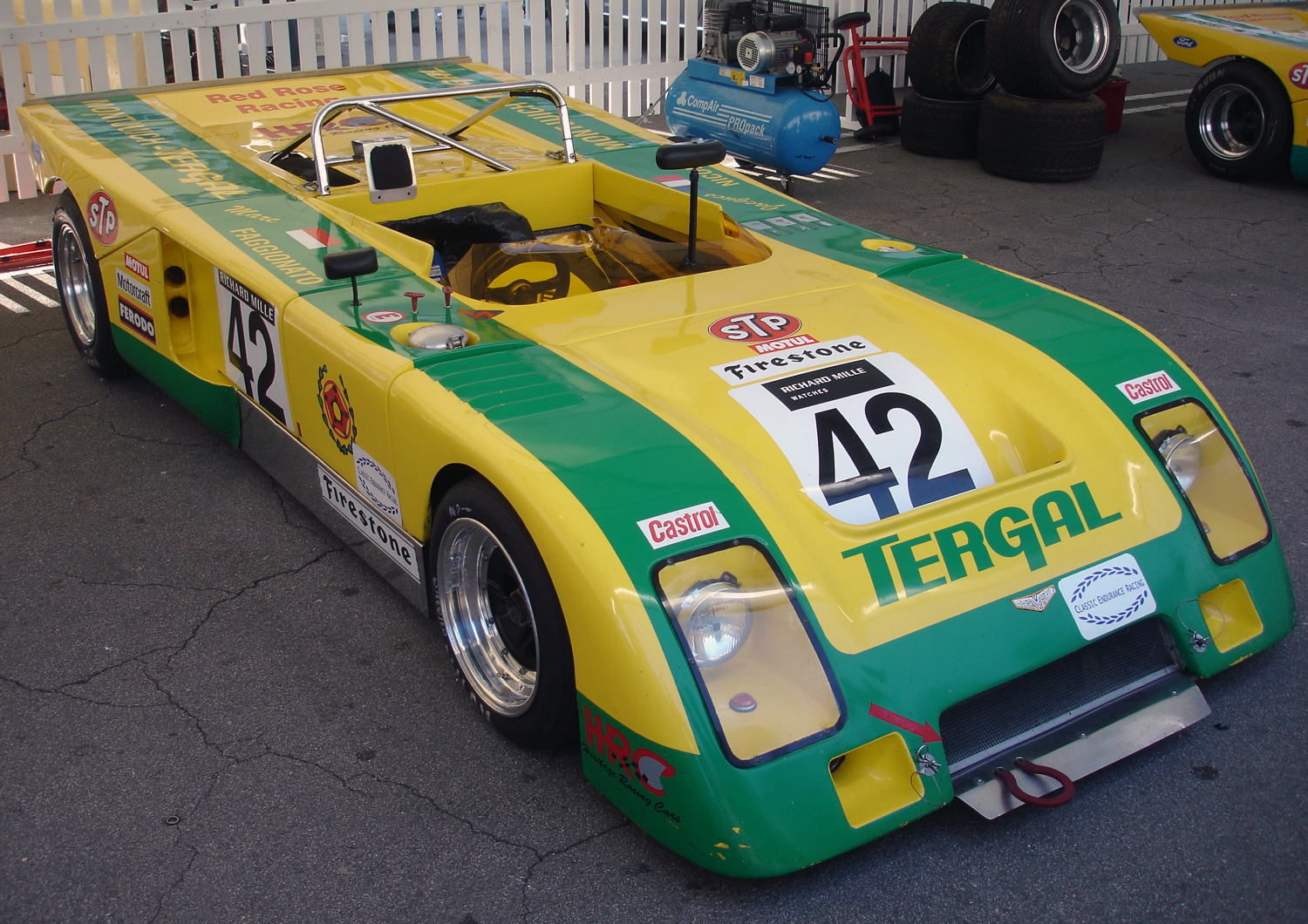
Chevron B21; John Hine und John Bridges pilotierten einen B21 an die dritte Stelle der Gesamtwertung

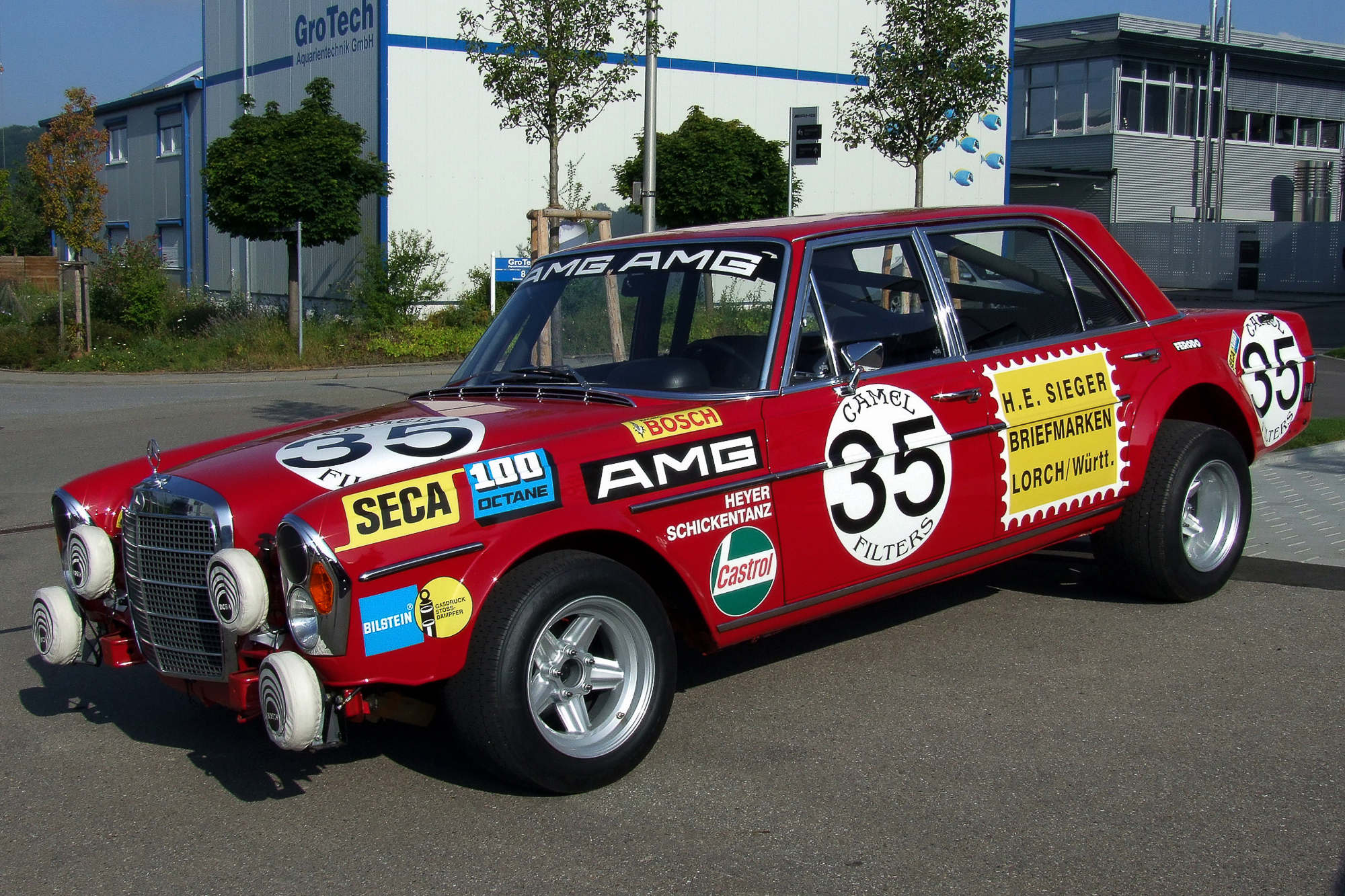
Gemeldet aber wegen Handlingsproblemen nicht gestartet; Mercedes-Benz 300SEL

Das siebte 1000-km-Rennen von Spa-Francorchamps, auch Grand Prix de Spa, Circuit National de Francorchamps, fand am 7. Mai 1972 auf dem Circuit de Spa-Francorchamps statt und war der sechste Wertungslauf der Sportwagen-Weltmeisterschaft dieses Jahres.

## Das Rennen
Zum siebten Mal fand im Mai 1972 das 1000-km-Rennen von Spa-Francorchamps statt. 1966 wurde das Rennen zum ersten Mal ausgefahren und etablierte sich neben dem 1924 erstmals ausgetragenen 24-Stunden-Rennen von Spa-Francorchamps als zweite Veranstaltung für GT- und Sportwagen auf der belgischen Rennstrecke. Im Jahr davor lieferten sich die beiden von John Wyer eingesetzten Porsche 917K von Pedro Rodríguez/Jackie Oliver und Joseph Siffert/Derek Bell einen vier Stunden dauernden erbitterten Kampf um den Sieg, den Rodriguez/Oliver mit dem minimalen Vorsprung von 1,2 Sekunden für sich entschieden. Der drittplatzierte Alfa Romeo T33/3 lag im Ziel vier Runden zurück. Spa 1971 war eines der schnellsten Rennen der Motorsportgeschichte. Die Durchschnittsgeschwindigkeit des Siegerteams betrug 249,069 km/h. Im Rennen fuhr Joseph Siffert eine Runde in 3.14.600, was einem Schnitt von 260,843 km/h entsprach. 1972 war Jacky Ickx mit einem Schnitt von 253,293 km/h im Training knapp an dieser Bestmarke. Diese Zahlen stellen die bisherigen Bestwerte der Formel 1 in den Schatten. Beim Großen Preis von Italien 2003 fuhr der Sieger Michael Schumacher im Ferrari F2003-GA einen Rennschnitt von 247,586 km/h. Ein Jahr später Rubens Barrichello, wieder in Monza, im Ferrari F2004 den schnellsten Rundenschnitt mit 260,395 km/h.
1972 waren die Werks-Alfa Romeo zwar gemeldet, gingen aber wie schon beim Weltmeisterschaftslauf davor, dem 1000-km-Rennen von Monza nicht an den Start. Damit waren erneut der 312PB der Scuderia Ferrari die großen Favoriten auf dem Gesamtsieg. Die bisher abgehaltenen Wertungsläufe der Sportwagen-Weltmeisterschaft 1972 wurden allesamt von den Ferrari-Werkswagen gewonnen. Nach dem Erfolg von Ronnie Peterson und Tim Schenken beim Eröffnungsrennen in Argentinien siegte Jacky Ickx viermal in Folge. In Daytona, Sebring und Brands Hatch war Mario Andretti sein Teamkollege; in Monza teilte er sich das Cockpit mit Clay Regazzoni.
Auch in Spa waren die Ferrari nicht zu schlagen. Diesmal blieben Brian Redman und Arturo Merzario siegreich und beendeten damit ausgerechnet in Belgien die Siegesserie von Jacky Ickx, der mit Partner Regazzoni Zweiter wurde. An der dritten Stelle platzierte sich ein 2-Liter-Sportwagen; ein Chevron B21, der von John Hine und John Bridges gefahren wurde.

## Ergebnisse

### Schlussklassement
| 1                  | S 3.0 | 3   | Spa Ferrari SEFAC         | Brian Redman Arturo Merzario           | Ferrari 312PB        | 71 |
| 2                  | S 3.0 | 1   | Spa Ferrari SEFAC         | Jacky Ickx Clay Regazzoni              | Ferrari 312PB        | 70 |
| 3                  | S 2.0 | 11  | Red Rose Racing           | John Hine John Bridges                 | Chevron B21          | 65 |
| 4                  | S 3.0 | 7   | Gulf Racing Research      | Derek Bell Gijs van Lennep             | Mirage M6            | 64 |
| 5                  | S 3.0 | 8   | Belgian Racing Team       | Gérard Larrousse Hughes de Fierlant    | Lola T280            | 64 |
| 6                  | S 2.0 | 17  | Peter Humble              | Peter Humble Nick May                  | Chevron B19/21       | 60 |
| 7                  | GT    | 42  | Claude Dubois             | Jean-Marie Jacquemin Yves Deprez       | De Tomaso Pantera    | 59 |
| 8                  | GT    | 55  | Kremer Porsche Racing     | Erwin Kremer John Fitzpatrick          | Porsche 911S         | 59 |
| 9                  | S 2.0 | 16  | Intertech Steering Wheels | Trevor Twaites Brendan McInerney       | Chevron B21          | 59 |
| 10                 | GT    | 52  | Werner Christmann         | Hans Heyer Werner Christmann           | Porsche 911S         | 58 |
| 11                 | GT    | 53  | Clemens Schickentanz      | Klaus Rang Eberhard Sindel             | Porsche 911S         | 55 |
| 12                 | S 2.0 | 25  | Martin Ridehalgh          | Martin Ridehalgh Hervé LeGuellec       | Dulon LD11P          | 55 |
| 13                 | S 2.0 | 27  | Michel Dupont             | Michel Dupont Jean-Pierre Bodin        | Chevron B19          | 53 |
| 14                 | S 2.0 | 15  | Roger Heavens Racing      | Roger Heavens Mike Garton              | Chevron B19          | 48 |
| 15                 | S 2.0 | 23  | Martin Raymond            | Martin Raymond Arthur Collier          | Daren Mk.3           | 46 |
| Ausgefallen        |       |     |                           |                                        |                      |    |
| 16                 | GT    | 43  | Claude Dubois             | Herbert Müller Guy Chasseuil           | De Tomaso Pantera    | 58 |
| 17                 | S 3.0 | 2   | Spa Ferrari SEFAC         | Tim Schenken Ronnie Peterson           | Ferrari 312PB        | 56 |
| 18                 | GT    | 45  | Charles Pozzi             | Claude Ballot-Léna Daniël Rouveyran    | Ferrari 365 GTB/4    | 44 |
| 19                 | S 3.0 | 9   | Reinhold Joest            | Reinhold Joest Willi Kauhsen           | Porsche 908/0        |    |
| 20                 | S 2.0 | 10  | John Gray                 | John Lepp John Gray                    | Chevron B19          |    |
| 21                 | S 2.0 | 12  | Red Rose Racing           | Paco Josa Niki Bosch                   | Chevron B21          |    |
| 22                 | S 2.0 | 18  | Peter Smith               | Peter Smith David Welpton              | Chevron B19/21       |    |
| 23                 | S 2.0 | 30  | Brian Robinson            | François Migault Brian Robinson        | Chevron B21          |    |
| 24                 | GT    | 40  | Euroil Racing             | Chris Tuerlinx Etienne Stalpaert       | Chevrolet Corvette   |    |
| 25                 | GT    | 47  | Porsche Club Romand       | Claude Haldi Bernard Chenevière        | Porsche 911S         |    |
| 26                 | GT    | 54  | Clemens Schickentanz      | Clemens Schickentanz Günter Steckkönig | Porsche 911S         |    |
| 27                 | GT    | 56  | Gulf Racing               | Peter Hoffmann Ivo Grauls              | Chevrolet Corvette   |    |
| 28                 | T     | 62  | BMW Alpina                | Gerold Pankl Harald Ertl               | BMW 2800CS           |    |
| Nicht gestartet    |       |     |                           |                                        |                      |    |
| 29                 | T     | 60  | AMG                       | Hans Heyer Thomas Betzler              | Mercedes-Benz 300SEL | 1  |
| 30                 | S 2.0 | 22  | Dorset Racing Associates  | Tony Birchenhough Brian Joscelyne      | Lola T212            | 2  |
| 31                 | GT    | 55T | Kremer Porsche Racing     | John Fitzpatrick                       | Porsche 911S         | 3  |
| Nicht qualifiziert |       |     |                           |                                        |                      |    |
| 32                 | S 2.0 | 21  | Keith Grant               | Keith Grant Chris Appleby              | Chevron B8           | 4  |
| 33                 | S 2.0 | 26  | Tony Goodwin              | Tony Goodwin Alistair Cowin            | Dulon LD11           | 5  |

1Handlingsprobleme
2Motorschaden im Training
3Trainingswagen
4nicht qualifiziert
5nicht qualifiziert

### Nur in der Meldeliste
Hier finden sich Teams, Fahrer und Fahrzeuge, die ursprünglich für das Rennen gemeldet waren, aber aus den unterschiedlichsten Gründen daran nicht teilnahmen.
| Pos. | Klasse | Nr. | Team                   | Fahrer                                            | Chassis             |
| ---- | ------ | --- | ---------------------- | ------------------------------------------------- | ------------------- |
| 34   | S 3.0  |     | Otto Stuppacher        | Otto Stuppacher Lambert Hofer                     | Porsche 908/02      |
| 35   | S 3.0  |     | Eris Tondelli          | Eris Tondelli Peter Gethin                        | Tondelli BT         |
| 36   | S 3.0  | 4   | Autodelta              | Andrea de Adamich Nanni Galli                     | Alfa Romeo T33/TT/3 |
| 37   | S 3.0  | 5   | Autodelta              | Vic Elford Helmut Marko                           | Alfa Romeo T33/TT/3 |
| 38   | S 3.0  | 6   | Autodelta              | Rolf Stommelen Peter Revson                       | Alfa Romeo T33/3    |
| 39   | S 2.0  | 14  | Roger Hire             | Peter Hanson Peter Gaydon Willie Green            | Chevron B21         |
| 40   | S 2.0  | 19  | Squadra Tartaruga      | Peter Ettmüller Walter Frey                       | Chevron B19/21      |
| 41   | S 2.0  | 20  | Richard Knight         | Richard Knight Max Cohen-Olivar Daniel Jakubowski | Chevron B16         |
| 42   | S 2.0  | 24  | Karl-Heinz Tibor       | Bernd Becker Elmar Clever                         | Porsche 910         |
| 43   | S 2.0  | 28  | Brian Martin           | Brian Martin Bob Howlings                         | Martin BM9          |
| 44   | S 2.0  | 29  | Scuderia Brescia Corse | Franco Berruto Mario Ilotte                       | Abarth 2000         |
| 45   | S 2.0  | 31  | Jacky Dechaumel        | Jacky Dechaumel Pierre Mauroy                     | BBM                 |
| 46   | GT     | 41  | Louis Meznarie         | Sylvain Garant Jürgen Barth                       | Porsche 911S        |
| 47   | GT     | 44  | Kurt Simonsen          | Kurt Simonsen Roland Larsson                      | Porsche 911T        |
| 48   | GT     | 46  | Porsche Club Romand    | Bernard Chenevière                                | Porsche 911S        |
| 49   | GT     | 48  | Porsche Club Romand    | Pierre Greub                                      | Porsche 911S        |
| 50   | S 2.0  | 49  | Porsche Club Romand    | Hans-Dieter Brusseler Walter Kelsch               | Abarth              |
| 51   | GT     | 50  | Gelo Racing Team       | Georg Loos Franz Pesch                            | Porsche 911S        |
| 52   | GT     | 51  | Werner Christmann      | Werner Christmann Willi Nolte                     | Porsche 911S        |
| 53   | T      | 61  | Joël Bonnemaison       | Joël Bonnemaison Marcel Grue                      | Ford Capri RS       |

### Klassensieger
| Klasse | Fahrer                  | Fahrer          | Fahrzeug          | Platzierung im Gesamtklassement |
| ------ | ----------------------- | --------------- | ----------------- | ------------------------------- |
| S 3.0  | Brian Redman            | Arturo Merzario | Ferrari 312PB     | Gesamtsieg                      |
| S 2.0  | John Hine               | John Bridges    | Chevron B21       | Rang 3                          |
| GT     | Jean-Marie Jacquemin    | Yves Deprez     | De Tomaso Pantera | Rang 7                          |
| T      | kein Teilnehmer im Ziel |                 |                   |                                 |

### Renndaten
- Gemeldet: 53
- Gestartet: 28
- Gewertet: 18
- Rennklassen: 4
- Zuschauer: 60.000
- Wetter am Renntag: leichter Regen in der Mitte des Rennens
- Streckenlänge: 14,100 km
- Fahrzeit des Siegerteams: 4:17:19,100 Stunden
- Gesamtrunden des Siegerteams: 71
- Gesamtdistanz des Siegerteams: 1001,100 km
- Siegerschnitt: 233,43 km/h
- Pole Position: Jacky Ickx – Ferrari 312PB (#1) – 3.20.400 – 253,293 km/h
- Schnellste Rennrunde: Jacky Ickx – Ferrari 312PB (#1) – 3.20.700 – 252,915 km/h
- Rennserie: 6. Lauf zur Sportwagen-Weltmeisterschaft 1972